# Heaven for Everyone
Heaven For Everyone è un brano scritto da Roger Taylor e pubblicato originariamente nel 1988 dai Cross come singolo tratto dall'album Shove It, dello stesso anno.

## Storia del brano
La canzone è stata scritta da Roger Taylor tra l'ottobre 1985 e il marzo 1986 durante le session di registrazione per il dodicesimo album dei Queen A Kind of Magic ma alla fine la traccia non fu ritenuta, nella versione demo allora registrata, convincente quanto le altre che presero posto nella tracklist e così fu scartata dal progetto. Fu successivamente che Taylor, in accordo con la band, decise di utilizzare la traccia per il primo album (intitolato Shove It) dei Cross, secondo gruppo in cui suonava il batterista dei Queen, ricoprendo il ruolo di cantante e secondo chitarrista. Vennero registrate così nel gennaio 1988 due versioni in studio del brano; per la prima, quella che sarebbe apparsa come lato A del singolo, fu Roger Taylor ad incidere la traccia vocale (con Mercury incaricato dei cori), mentre per la seconda, la versione album, fu invitato Freddie Mercury a cantare l'intero brano.
La versione cantata da Taylor e rilasciata come singolo nel marzo 1988 raggiunge l'83ª posizione nelle classifiche inglesi, nonostante la massiccia pubblicità fatta con diverse apparizioni in trasmissioni televisive e un videoclip girado da Dieble and Myers.
Nel 2000 la versione cantata da Mercury è stata inclusa nella sezione "Guest Appearances" del disco 9 del box set celebrativo di Freddie Mercury The Freddie Mercury Solo Collection. Nel video di questo brano vengono utilizzate molte immagini prese dai film di Georges Méliès.

## Tracce del singolo
edizione 7"
1. Heaven For Everyone (Single Edit) (feat. Roger Taylor On vocals) - 5:07 (Taylor)
2. Heaven For Everyone (Album Version) (feat. Freddie Mercury On vocals) - 4:50 (Taylor)

edizione 7" (per il Regno Unito)
1. Heaven For Everyone (Single Edit) - 5:07 (Taylor)
2. Love on a Tightrope (Like an Animal) (Album Version) - 4:49 (Taylor)

edizione 12" (per il Regno Unito)
1. Heaven For Everyone (Single Edit) - 5:07 (Taylor)
2. Love on a Tightrope (Like an Animal) (Album Version) - 4:49 (Taylor)
3. Contact (Album Version) - 4:54 (Taylor)

## La versione dei Queen
Tra il 1993 e il 1995 i Queen hanno rielaborato il brano utilizzando la traccia vocale precedentemente registrata da Mercury nel gennaio 1988 e ne hanno realizzato una propria versione che hanno inciso sia nell'album Made in Heaven (pubblicato nel 1995) che su singolo. Successivamente, la canzone fu inclusa nella raccolta Greatest Hits III del 1999 e, nel 2010, il singolo venne riproposto nel box set The Singles Collection Volume 4.

### Tracce del singolo
edizione originale 1995, CD
1. Heaven For Everyone (Single Edit) - 4:43
2. It's A Beautiful Day (B-side Version) - 3:57
3. Heaven For Everyone (Album Version) - 5:36

edizione originale 1995, CD-Maxi
1. Heaven For Everyone (Single Edit) - 4:44
2. Keep Yourself Alive (Album Version) - 3:46
3. Seven Seas of Rhye (Album Version) - 2:49
4. Killer Queen (Album Version) - 3:00

edizione originale 1995, CD ed MC (per il mercato Statunitense)
1. Heaven For Everyone (Single Edit) - 4:43
2. Soul Brother (Non-Album B-side) - 3:36

edizione originale 1995, MC e riedizione CD 2010 (The Singles Collection Volume 4)
1. Heaven For Everyone (Single Edit) - 4:46
2. It's A Beautiful Day (B-side Version) - 3:58

edizione originale 1995, 7" promo
1. Heaven For Everyone (Single Edit) - 4:43
2. Heaven For Everyone (Album Version) - 5:36

### Lato B
I brani inclusi come lato B di Heaven for Everyone furono It's A Beautiful Day, scritto nel 1980 da Freddie Mercury ed incluso anch'esso (in due versioni differenti) nell'album Made in Heaven del 1995 (la versione inclusa nel singolo è un mix unico ed alternativo se confrontato con le due versioni presenti in Made in Heaven), Soul Brother, una rara B-side registrata nel 1981 durante le prime session di registrazione per l'album Hot Space, Keep Yourself Alive, singolo di debutto della band registrato nel 1973, Seven Seas of Rhye, tratta dall'album Queen II ed infine Killer Queen, tratta dall'album Sheer Heart Attack.

### Formazione
- Freddie Mercury - voce principale
- Brian May - chitarra, voce
- John Deacon - basso
- Roger Taylor - batteria, tastiera, voce

### Classifiche
| Classifica  | Posizione massima |
| ----------- | ----------------- |
| Argentina   | 1                 |
| Australia   | 15                |
| Austria     | 4                 |
| Finlandia   | 5                 |
| Germania    | 15                |
| Italia      | 4                 |
| Paesi Bassi | 3                 |
| Polonia     | 1                 |
| Regno Unito | 2                 |
| Svizzera    | 9                 |